# Иидзима, Мари
Мари Иидзима (яп. 飯島真理 Иидзима Мари, родилась 18 мая 1963 года, Цутиура, префектура Ибараки, Япония) — сэйю и певица. Наиболее известна по озвучиванию Линн Минмэй в аниме «Макросс». Песни, которые Иидзима исполнила в данном сериале, имели значительный успех у зрительской аудитории, которая также заинтересовалась работой непосредственно актёров, озвучивавших персонажей аниме. Кроме того, она пела в фильме The Super Dimension Fortress Macross: Do You Remember Love? и компиляции The Super Dimension Fortress Macross: Flash Back 2012.

## Работы в анимации
- 1982 — «Гиперпространственная крепость Макросс» — Линн Минмэй
- 1984 — The Super Dimension Fortress Macross: Do You Remember Love? — Линн Минмэй
- 1987 — The Super Dimension Fortress Macross: Flash Back 2012 — Линн Минмэй
- 1999 — Pacific Blue (1 эпизод)
- 2001 — Spyder Games — Сорайа (1 эпизод)
- 2004 — Cool Girl — Ашка

## Озвученные песни в анимации
- 1982 — Гиперпространственная крепость Макросс — вокал Runner (эпизод 36)
- 1984 — Макросс: Помнишь ли нашу любовь? — композиция Tenshi no Enogu
- 1984 — Макросс: Помнишь ли нашу любовь? — вокал Ai, Oboete Imasuka
- 1984 — Макросс: Помнишь ли нашу любовь? — вокал Tenshi no Enogu
- 1987 — Макросс: Воспоминания о 2012-м годе — вокал Tenshi no Enogu
- 1987 — Макросс: Воспоминания о 2012-м годе — вокал Runner